# Carabus rhododendron
Carabus rhododendron is een keversoort uit de familie van de loopkevers (Carabidae). De wetenschappelijke naam van de soort is voor het eerst geldig gepubliceerd in 1991 door Deuve & Imura.